# Axel Tyll
Axel Tyll  (Maagdenburg, 23 juli 1953) is een voormalig voetballer uit Oost-Duitsland, die speelde als middenvelder. Hij kwam vrijwel zijn gehele loopbaan uit voor 1. FC Magdeburg. Met die club won hij in 1974 de Europacup II door in de finale, gespeeld in De Kuip in Rotterdam, af te rekenen met het AC Milan van trainer Giovanni Trapattoni: 2-0. Na zijn actieve carrière stapte hij het trainersvak in.

## Interlandcarrière
Tyll kwam in totaal vier keer (nul doelpunten) uit voor de nationale ploeg van Oost-Duitsland in de periode 1973–1981. Onder leiding van bondscoach Georg Buschner maakte hij zijn debuut op 21 november 1973 in de vriendschappelijke wedstrijd tegen Hongarije (0-1) in Boedapest, net als zijn clubgenoot Martin Hoffmann (1. FC Magdeburg). Tyll maakte deel uit van de Oost-Duitse selectie die de bronzen medaille won bij de Olympische Spelen in 1972 (München).

## Erelijst
1. FC Magdeburg
- DDR-Oberliga: 1971/72, 1973/74, 1974/75
- FDGB-Pokal: 1972/73, 1977/78, 1978/79
- Europacup II: 1973/74